# Cornella menuda
La cornella menuda (Corvus samarensis) és un ocell de la família dels còrvids (Corvidae).

## Hàbitat i distribució
Habita boscos, clars i vegetació secundària de les illes de Luzon, Samar i Mindanao, a les Filipines.

## Taxonomia
Tradicionalment inclosa dins Corvus enca (i encara per diversos autors). Actualment el Congrés Ornitològic Internacional, versió 13.1 (2013) la considera una espècie de ple dret, arran Allen 2020 amb el nom comú en anglès "Small Crow" (cornella menuda).